# تساغکانوس گالمتریان

تساغکانوش کروبی گالمتریان (ارمنی: Ծաղկանուշ Քերոբի Գալեմտերյան؛ انگلیسی: Tsaghkanoush Galemteryan زادهٔ ۱ مهٔ ۱۹۳۷) سیاستمدار اهل ارمنستان است که در ایروان زندگی می‌کند.

## زندگی‌نامه
وی در ۱ مه ۱۹۳۷ در کسب به دنیا آمد . همچنین برندهٔ جوایزی همچون نشان لنین (۱۹۶۶)، قهرمان کار سوسیالیست (۱۹۶۶)، مدال به مناسبت یکصدمین سالگرد تولد ولادیمیر ایلیچ لنین، نشان دوستی خلق (۱۹۸۶)، نشان پرچم سرخ کار (۱۹۸۱) و نشان پیش‌کسوت کار شده است.